# Воскресенское (Калининградская область)
Воскресенское (до 1928 — Гросс-Ужбаллен, нем. Groß Uszballen, до 1946 — Бруххёфен, нем. Bruchhöfen) — посёлок в Нестеровском муниципальном округе Калининградской области.

## География
Находится в юго-восточной части Калининградской области, в зоне хвойно-широколиственных лесов, при автодороге 27А-059, на расстоянии примерно 2 километров (по прямой) к юго-востоку от города Нестерова, административного центра района. Абсолютная высота — 69 метров над уровнем моря.

### Часовой пояс
Посёлок Воскресенское как и вся Калининградская область, находится в часовой зоне МСК−1. Смещение применяемого времени относительно UTC составляет +2:00.

## История
До 1928 года носил название Гросс-Ужбаллен (нем. Groß Uszballen). В период с 1928 по 1947 годы назывался Бруххёфен (нем. Bruchhöfen). В период с 2008 по 2018 годы Воскресенское входило в состав Пригородного сельского поселения Нестеровского района, с 2018 по 2022 годы — в состав Нестеровского городского округа.

## Население
| 1910 | 1933 | 1939 | 2002 | 2010 |
| ---- | ---- | ---- | ---- | ---- |
| 157  | ↗199 | ↗336 | ↘73  | ↘66  |

### Национальный состав
Согласно результатам переписи 2002 года, в национальной структуре населения русские составляли 78 %.